# LunIR
LunIR (Lunar Infrared Imaging)は、アメリカの航空宇宙企業ロッキード・マーティンが開発した超小型の月探査機。機体は6U規格のキューブサットで、赤外線カメラと極低温冷凍機が備わっている。LunIRはNASAのアルテミス1号に相乗りの形で一緒に打ち上げられ、太陽周回軌道に投入される。ロケットから分離した数時間後に月フライバイを実施し、その際に赤外線カメラで月面の観測を行う。LunIRは搭載された極低温冷凍機によって赤外線カメラが高温になるのを防ぎながら、月面を昼夜両方の環境下で観測することを目指している。

## 通信
LunIRは地球との通信にノルウェーのKongsberg Satellite Services (KSAT) の通信網を利用する。LunIRとの通信はチリ、ノルウェー、南極の計3箇所にあるKSATの地上局から、口径13 mのKSAT Maxアンテナを介して行われる。

## ミッションの経過
LunIRはカリフォルニア州のTerran Orbitalによって製造と組み立てが行われ、2021年6月10日にNASAに引き渡された。
LunIRはNASAのロケット、スペース・ローンチ・システムの初号機により2022年11月16日に打ち上げられた。打ち上げ後、LunIRが発する電波は地上局で受信できたものの、電波の強度は想定よりも弱かった。そのため、LunIRは月フライバイの際に予定されていたカメラによる月面の観測を行うことができなかった。